# Mike Adenuga
Mike Adenuga (* 29. April 1953 in Ibadan, Oyo) ist ein nigerianischer Unternehmer.

## Leben
Adenuga besuchte die Ibadan Grammar School und studierte an der Northwestern Oklahoma State University und an der Pace University in New York Wirtschaftswissenschaften. Adenuga ist als Unternehmer in Nigeria in der Telekommunikationsbranche sowie Erdölförderung tätig. Adenuga gründete 2003 das Telekommunikationsunternehmen  Globacom, mittlerweile der zweitgrößte Anbieter des Landes mit 37 Mio. Kunden. Sein Erdölunternehmen Conoil Producing bewirtschaftet sechs Ölblöcke im Nigerdelta. Adenuga gehört laut Forbes zu den zehn reichsten Afrikanern. Sein Vermögen wird auf 5,4 Mrd. US-Dollar geschätzt.
Mike Adenuga ist verheiratet und hat sieben Kinder. Er wohnt mit seiner Familie auf Banana Island, Ikoyi bei Lagos.

## Auszeichnungen und Preise (Auswahl)
- 2012 wurde er mit der höchsten Auszeichnung des Niger ausgezeichnet, dem Grand Commander of the Order of Niger[3]
- 2007: African Entrepreneur of The Year, African Telecoms Awards (ATA)